# Ерлінг Голанн
Е́рлінг Браут Го́ланн (норв. Erling Braut Haaland, нар. 21 липня 2000, Лідс) — норвезький футболіст, нападник англійського клубу «Манчестер Сіті» і збірної Норвегії.

## Клубна кар'єра
Народився 21 липня 2000 року в місті Лідс в родині норвезького футболіста Альфа-Інґе Голанна, що тоді грав саме у Британії за місцевий «Лідс Юнайтед». Вихованець футбольної школи клубу «Брюне», з якої дуже рано потрапив у дорослий футбол. Дебютував у другій за значущістю норвезькій лізі ще в 15 років. Перший матч припав на 12 травня 2016 року проти «Рангейма», де Голанн вийшов на заміну у другому таймі. Всього в дебютному сезоні Ерлінг виходив у 16 зустрічах. Упродовж цього року його переглядали клуби з німецької Бундесліги. Юнак навіть кілька днів провів у «Гоффенгаймі», проте у підсумку отримав відмову.
У лютому 2017 року Ерлінг підписав контракт з клубом «Молде». 4 червня 2017 року дебютував у вищому дивізіоні Норвегії у поєдинку проти «Сарпсборга», вийшовши на заміну на 71-ій хвилині замість Фредріка Брустада. 6 серпня 2017 року забив свій перший м'яч у професійному футболі у ворота «Тромсе». Всього в дебютному сезоні провів 14 матчів, забив 2 м'ячі.
У сезоні 2018 року Голанн завоював право виходити на поле в стартовому складі. Показовим став поєдинок 1 липня 2018 року проти «Бранна», де Голанн відзначився покером, а «Молде» виграв з рахунком 4:0. Загалом же у цьому сезоні з 12 голами у 25 іграх чемпіонату став найкращим бомбардиром «Молде», за що був визнаний відкриттям року у чемпіонаті.
На початку 2019 року перейшов в австрійський «Ред Булл» і в тому ж році виграв з командою «золотий дубль». Від початку сезону 2019/20 став основним нападником австрійської команди, забивши у 14 матчах австрійської Бундесліги 16 голів, чим привернув до себе увагу провідних європейських клубів.
У січні 2020 року було оголошено про перехід форварда за орієнтовні 20 мільйонів євро до дортмундської «Боруссії», з якою було укладено контракт на 4,5 роки.
21 листопада 2020 року Голанн отримав престижну премію Golden Boy. Досяг звання найкращого гравця року у Норвегії. Найкращий футболіст Боруссії Дортмунд у поточному сезоні.
10 травня 2022 року «Манчестер Сіті» повідомив про перехід гравця до свого складу. Він став гравцем «містян» 1 липня.

## Виступи за збірні
2015 року дебютував у складі юнацької збірної Норвегії, взяв участь у 38 іграх на юнацькому рівні, відзначившись 19 забитими голами. Брав участь у чемпіонаті Європи серед юнаків до 17 років у 2017 році, зігравши на турнірі у всіх трьох зустрічах, а з командою до 19 років зайняв п'яте місце юнацького чемпіонату Європи 2018 року.
2019 року з командою до 20 років поїхав на молодіжний чемпіонат світу. Там 30 травня 2019 року в матчі групового етапу забив дев'ять голів у ворота збірної Гондурасу, завдяки чому його команда виграла 12:0. Цей результат став найбільшою в історії перемогою для Норвегії й найбільшою поразкою для Гондурасу, крім того, такий результат встановив рекорд кількості голів, забитих одним гравцем у матчі молодіжного чемпіонату світу, а також став найбільшою перемогою будь-якої команди в історії турніру. Однак ця перемога стала єдиною для норвежців і вони не вийшли з групи.
У вересні 2019 року дебютував в офіційних матчах у складі національної збірної Норвегії. Став найкращим бомбардиром нового чемпіонату у Лізі Націй у сезоні 2020–21.

## Статистика виступів

### Статистика клубних виступів
Станом на 29 лютого 2024 року
| Сезон                      | Клуб                       | Чемпіонат                  | Чемпіонат | Чемпіонат | Чемпіонат | Кубок країни | Кубок країни | Кубок країни | Кубок країни | Кубок ліги | Кубок ліги | Кубок ліги | Кубок ліги | Континентальні кубки | Континентальні кубки | Континентальні кубки | Континентальні кубки | Суперкубки | Суперкубки | Суперкубки | Суперкубки | Суперкубок УЄФА | Суперкубок УЄФА | Суперкубок УЄФА | Суперкубок УЄФА | Усього | Усього | Усього | Середня результативність | Середня результативність |
| Сезон                      | Клуб                       | Ліга                       | Ігри      | Голи      | Паси      | Ліга         | Ігри         | Голи         | Паси         | Ліга       | Ігри       | Голи       | Паси       | Ліга                 | Ігри                 | Голи                 | Паси                 | Ліга       | Ігри       | Голи       | Паси       | Ліга            | Ігри            | Голи            | Паси            | Ігри   | Голи   | Паси   | Гол за матч              | Гол+пас за матч          |
| -------------------------- | -------------------------- | -------------------------- | --------- | --------- | --------- | ------------ | ------------ | ------------ | ------------ | ---------- | ---------- | ---------- | ---------- | -------------------- | -------------------- | -------------------- | -------------------- | ---------- | ---------- | ---------- | ---------- | --------------- | --------------- | --------------- | --------------- | ------ | ------ | ------ | ------------------------ | ------------------------ |
| 2016                       | «Брюне»                    | 1Д (ІІ)                    | 16        | 0         | -         | КН           | 0            | 0            | -            | —          | —          | —          | —          | —                    | —                    | —                    | —                    | —          | —          | —          | —          | —               | —               | —               | —               | 16     | 0      | 0      |                          |                          |
| 2017                       | «Молде»                    | ЕС                         | 14        | 2         | 1         | КН           | 6            | 2            | -            | —          | —          | —          | —          | —                    | —                    | —                    | —                    | —          | —          | —          | —          | —               | —               | —               | —               | 20     | 4      | 1      | 0.2                      | 0.25                     |
| 2018                       | «Молде»                    | ЕС                         | 25        | 12        | 4         | КН           | -            | -            | -            | —          | —          | —          | —          | ЛЄ                   | 5                    | 4                    | 1                    | —          | —          | —          | —          | —               | —               | —               | —               | 30     | 16     | 5      | 0.53                     | 0.7                      |
| Усього за «Молде»          | Усього за «Молде»          | Усього за «Молде»          | 39        | 14        | 5         |              | 6            | 2            | 0            | —          | —          | —          | —          |                      | 5                    | 4                    | 1                    | —          | —          | —          | —          | —               | —               | —               | —               | 50     | 20     | 6      | 0.4                      | 0.52                     |
| 2018—2019                  | «Ред Булл»                 | БЛ                         | 2         | 1         | 0         | КА           | 2            | 0            | 0            | —          | —          | —          | —          | ЛЄ                   | 1                    | 0                    | 0                    | —          | —          | —          | —          | —               | —               | —               | —               | 5      | 1      | 0      | 0.2                      | 0.2                      |
| 2019—2020                  | «Ред Булл»                 | БЛ                         | 14        | 16        | 4         | КА           | 2            | 4            | 0            | —          | —          | —          | —          | ЛЧ                   | 6                    | 8                    | 1                    | —          | —          | —          | —          | —               | —               | —               | —               | 22     | 28     | 5      | 1.27                     | 1.5                      |
| Усього за «Ред Булл»       | Усього за «Ред Булл»       | Усього за «Ред Булл»       | 16        | 17        | 4         |              | 4            | 4            | 0            | —          | —          | —          | —          |                      | 7                    | 8                    | 1                    | —          | —          | —          | —          | —               | —               | —               | —               | 27     | 29     | 5      | 1.07                     | 1.26                     |
| 2019—2020                  | «Боруссія» (Дортмунд)      | БЛ                         | 15        | 13        | 2         | КН           | 1            | 1            | 0            | —          | —          | —          | —          | ЛЧ                   | 2                    | 2                    | 0                    | —          | —          | —          | —          | —               | —               | —               | —               | 18     | 16     | 2      | 0.89                     | 1                        |
| 2020—2021                  | «Боруссія» (Дортмунд)      | БЛ                         | 28        | 27        | 6         | КН           | 4            | 3            | 1            | —          | —          | —          | —          | ЛЧ                   | 8                    | 10                   | 2                    | СН         | 1          | 1          | 1          | —               | —               | —               | —               | 41     | 41     | 10     | 1                        | 1.24                     |
| 2021—2022                  | «Боруссія» (Дортмунд)      | БЛ                         | 24        | 22        | 7         | КН           | 2            | 4            | 0            | —          | —          | —          | —          | ЛЧ                   | 3                    | 3                    | 0                    | СН         | 1          | 0          | 0          | —               | —               | —               | —               | 30     | 29     | 7      | 0.97                     | 1.2                      |
| Усього за «Боруссію»       | Усього за «Боруссію»       | Усього за «Боруссію»       | 67        | 62        | 15        |              | 7            | 8            | 1            | —          | —          | —          | —          |                      | 13                   | 15                   | 2                    |            | 2          | 1          | 1          | —               | —               | —               | —               | 89     | 86     | 19     | 0.97                     | 1.18                     |
| 2022—2023                  | Манчестер Сіті             | ПЛ                         | 35        | 36        | 8         | КА           | 4            | 3            | 0            | КЛ         | 2          | 1          | 0          | ЛЧ                   | 11                   | 12                   | 1                    | СА         | 1          | 0          | 0          | —               | —               | —               | —               | 53     | 52     | 9      | 0.98                     | 1.15                     |
| 2023—2024                  | Манчестер Сіті             | ПЛ                         | 21        | 17        | 5         | КА           | 1            | 5            | 0            | КЛ         | 0          | 0          | 0          | ЛЧ                   | 6                    | 5                    | 1                    | СА         | 1          | 0          | 0          | СУ              | 1               | 0               | 0               | 30     | 27     | 6      | 0.9                      | 1.1                      |
| Усього за «Манчестер Сіті» | Усього за «Манчестер Сіті» | Усього за «Манчестер Сіті» | 56        | 53        | 13        |              | 5            | 8            | 0            |            | 2          | 1          | 0          |                      | 17                   | 17                   | 2                    |            | 2          | 0          | 0          |                 | 1               | 0               | 0               | 83     | 79     | 15     | 0.95                     | 1.13                     |
| Разом за кар'єру           | Разом за кар'єру           | Разом за кар'єру           | 178       | 146       | 37        |              | 22           | 22           | 1            |            | 2          | 1          | 0          |                      | 42                   | 44                   | 6                    |            | 4          | 1          | 1          |                 | 1               | 0               | 0               | 249    | 214    | 45     | 0.86                     | 1.04                     |

### Статистика виступів за збірну
Станом на 14 травня 2022 року
| Дата       | Місто     | Господарі         | Результат  | Гості             | Турнір                               | Голи | Примітки |
| ---------- | --------- | ----------------- | ---------- | ----------------- | ------------------------------------ | ---- | -------- |
| 5-9-2019   | Осло      | Норвегія          | 2 – 0      | Мальта            | Відбір до ЧЄ 2020                    | -    | 66'      |
| 8-9-2019   | Стокгольм | Швеція            | 1 – 1      | Норвегія          | Відбір до ЧЄ 2020                    | -    | 76'      |
| 4-9-2020   | Осло      | Норвегія          | 1 – 2      | Австрія           | Ліга націй УЄФА 2020-2021 - 1-й етап | 1    | 86'      |
| 7-9-2020   | Белфаст   | Північна Ірландія | 1 – 5      | Норвегія          | Ліга націй УЄФА 2020-2021 - 1-й етап | 2    |          |
| 8-10-2020  | Осло      | Норвегія          | 1 – 2 д.ч. | Сербія            | Відбір до ЧЄ 2020                    | -    |          |
| 11-10-2020 | Осло      | Норвегія          | 4 – 0      | Румунія           | Ліга націй УЄФА 2020-2021 - 1-й етап | 3    | 78'      |
| 14-10-2020 | Осло      | Норвегія          | 1 – 0      | Північна Ірландія | Ліга націй УЄФА 2020-2021 - 1-й етап | -    | 87'      |
| 24-3-2021  | Гібралтар | Гібралтар         | 0 – 3      | Норвегія          | Відбір до ЧС 2022                    | -    | 62'      |
| 27-3-2021  | Малага    | Норвегія          | 0 – 3      | Туреччина         | Відбір до ЧС 2022                    | -    | 83'      |
| 30-3-2021  | Подгориця | Чорногорія        | 0 – 1      | Норвегія          | Відбір до ЧС 2022                    | -    | 80'      |
| 2-6-2021   | Малага    | Норвегія          | 1 – 0      | Люксембург        | товариський матч                     | 1    |          |
| 6-6-2021   | Малага    | Норвегія          | 1 – 2      | Греція            | товариський матч                     | -    |          |
| 1-9-2021   | Осло      | Норвегія          | 1 – 1      | Нідерланди        | Відбір до ЧС 2022                    | 1    |          |
| 4-9-2021   | Рига      | Латвія            | 0 – 2      | Норвегія          | Відбір до ЧС 2022                    | 1    | 88'      |
| 7-9-2021   | Осло      | Норвегія          | 5 – 1      | Гібралтар         | Відбір до ЧС 2022                    | 3    |          |
| 25-3-2022  | Осло      | Норвегія          | 2 – 0      | Словаччина        | товариський матч                     | 1    | 82'      |
| 29-3-2022  | Осло      | Норвегія          | 9 – 0      | Вірменія          | товариський матч                     | 2    | 48'      |
| Усього     |           | Матчів            | 17         |                   | Голів                                | 15   |          |

| Дата       | Місто       | Господарі   | Результат | Гості       | Турнір                             | Голи | Примітки |
| ---------- | ----------- | ----------- | --------- | ----------- | ---------------------------------- | ---- | -------- |
| 11-9-2018  | Баку        | Азербайджан | 1 – 3     | Норвегія    | Кваліфікація молодіжного Євро-2019 | -    |          |
| 12-10-2018 | Інгольштадт | Німеччина   | 2 – 1     | Норвегія    | Кваліфікація молодіжного Євро-2019 | -    |          |
| 16-10-2018 | Драммен     | Норвегія    | 1 – 1     | Азербайджан | Кваліфікація молодіжного Євро-2019 | -    | 55'      |
| Усього     |             | Матчів      | 3         |             | Голів                              | 0    |          |

## Титули і досягнення

### Командні
- Чемпіон Австрії (1):

«Ред Булл»: 2018–19
- Володар Кубка Австрії (1):

«Ред Булл»: 2018–19
- Володар Кубка Німеччини (1):

«Боруссія» (Дортмунд): 2020–21
- Чемпіон Англії (2):

«Манчестер Сіті»: 2022–23, 2023–24
- Володар Кубка Англії (1):

«Манчестер Сіті»: 2022–23
- Переможець Ліги чемпіонів УЄФА: (1):

«Манчестер Сіті»: 2022–23
- Володар Суперкубка УЄФА (1):

«Манчестер Сіті»: 2023
- Переможець Клубного чемпіонату світу (1):

«Манчестер Сіті»: 2023
- Володар Суперкубка Англії (1):

«Манчестер Сіті»: 2024

### Особисті
- Гравець сезону німецької Бундесліги: 2020–21
- Гравець місяця німецької Бундесліги: січень 2020, листопад 2020, квітень 2021, серпень 2021
- Молодий гравець місяця німецької Бундесліги: січень 2020, лютий 2020
- Гол місяця німецької Бундесліги: вересень 2021
- Символічна збірна сезону німецької Бундесліги: 2020–21, 2021–22
- Футболіст року за версією АФЖ: 2022–23
- Гравець сезону англійської Прем'єр-ліги: 2022–23
- Молодий гравець сезону англійської Прем'єр-ліги: 2022–23
- Гравець місяця англійської Прем'єр-ліги: серпень 2022, квітень 2023
- Golden Boy: 2020
- Символічна збірна Ліги чемпіонів УЄФА: 2020–21
- Найкращий нападник Ліги чемпіонів УЄФА: 2020–21
- Найкращий бомбардир Ліги чемпіонів УЄФА: 2020–21 (10 м'ячів), 2022–23 (12 м'ячів)
- Найкращий бомбардир англійської Прем'єр-ліги: 2022–23 (36 м'ячів)
- Найкращий бомбардир Ліги націй УЄФА: 2020–21 (6 м'ячів)
- Найкращий бомбардир молодіжного чемпіонату світу: 2019 (9 м'ячів)
- Золотий бутс: 2022–23 (36 м'ячів)